# William S. Sadler
Pour les articles homonymes, voir Sadler.
William Samuel Sadler (24 juin 1875 - 26 avril 1969) était un psychiatre américain et enseignant au séminaire McCormick Theological. Durant plus de soixante ans, il a pratiqué la médecine à Chicago, dont trente-trois ans associé avec sa femme, Lena Kellogg.

## Biographie
William Samuel Sadler, né à Spencer dans l'état d'Indiana, fils de Samuel Calvins Sadler et du Dr Sarah Isabel Wilson, le 24 juin 1875. Après avoir déménagé à Battle Creek au Michigan, il est élevé comme un adventiste du septième jour.

## Sa carrière

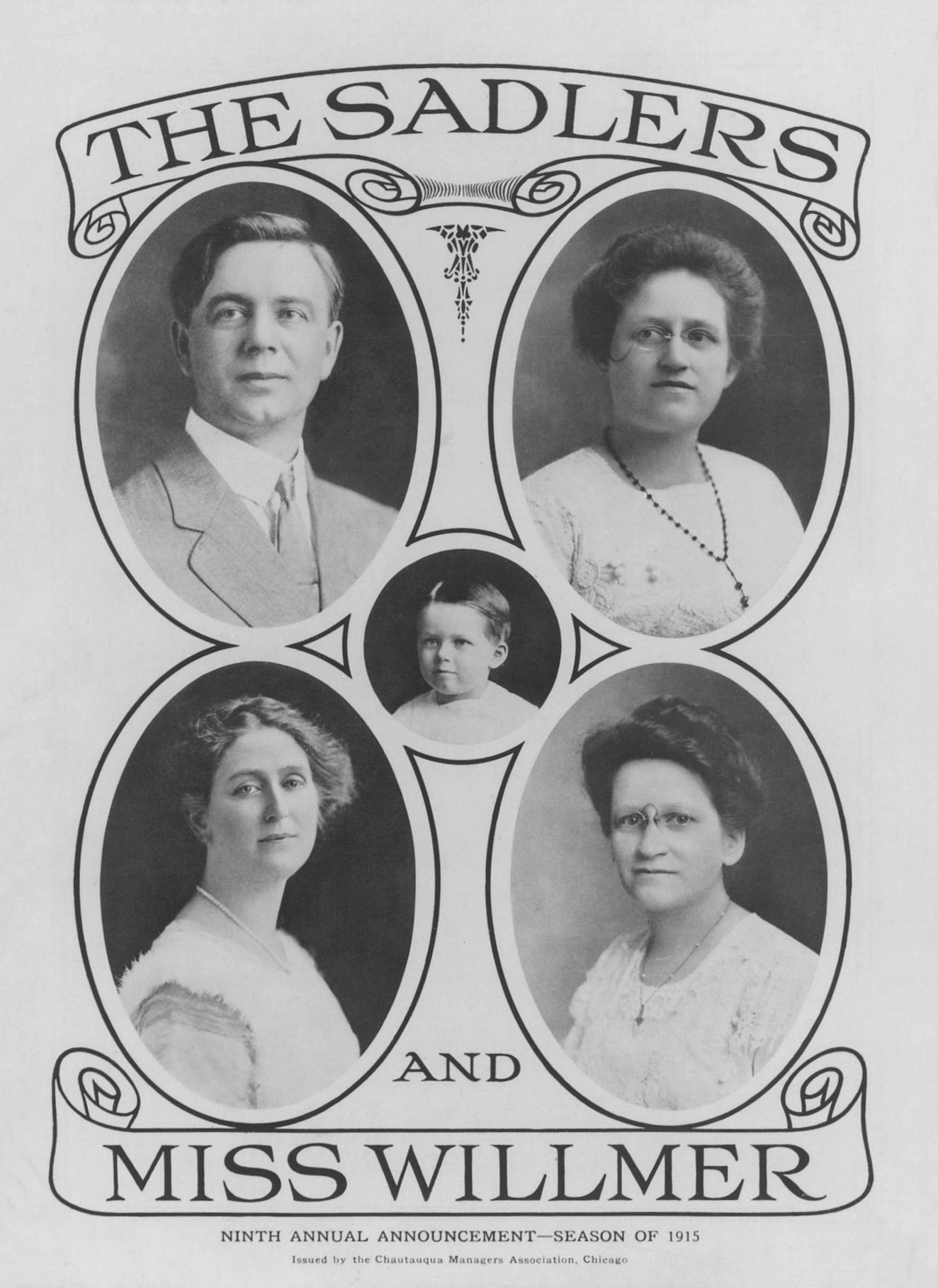
Annonce de 1915 pour « The Sadlers and Miss Wilmer », la série de conférences Chautauqua.

À 14 ans, il travaille comme chasseur et plus tard, comme vendeur de céréales pour le sanatorium de Battle Creek dans le Michigan. Il aurait été aussi détective. En 1895, il commença à enseigner la doctrine chrétienne, à prêcher l'Évangile (il aurait été spécialiste de la Bible, pasteur, et grand orateur de la tournée de Chautauqua), puis devint administrateur pour le Medical Mission and Benevolent Societies de San Francisco et Chicago, vulgarisateur des problèmes de santé dans des périodiques et auteur de 42 livres.
Il est également éditeur, auteur et fondateur de Life Boat Magazine.
En 1897, il poursuit avec son épouse Lena Kellogg, ses études de médecine à l'American College Medical Missionary (Université de l'Illinois). Ils y obtiennent leur diplôme de médecine avec mention en 1906. Il aurait exercé en tant que psychologue ou psychiatre, professeur de psychologie dans un séminaire de théologie, mais aussi en tant que chirurgien[réf. nécessaire].
Selon Tom Kendall, William S. Sadler avait un « complexe de grand homme ».

## Sa famille
En 1897, il épouse Lena Kellogg. Ils exerceront la médecine à Chicago, dont trente-trois ans en tant qu'associés.
Le premier fils des Sadlers, Willis, est né en 1899 mais mort en bas âge. Leur second fils, William Samuel Sadler Jr., est né en 1907.
En 1923, Emma L. Christensen, 33 ans, a été acceptée (adoptée) comme membre de la famille Sadler.
Le Dr. William S. Sadler est décédé le 26 avril 1969, à l'âge de 93 ans.

## Le Livre d'Urantia
En 1923, Sadler est l'un des 486 participants intéressées par le mouvement du Livre d'Urantia. Il n'en est pas le fondateur, bien qu'il en soit le plus vieux représentant. Il déclare que le contenu du Livre d'Urantia s'est matérialisé entre 1924 et 1936.
Sa femme et lui étaient les médecins qui travaillent côte à côte en tant que partenaires en affaires ainsi que par intérêts spirituels. Il ne sert pas à titre de fiduciaire de la Fondation Urantia formé en 1950, et n'a jamais été un dirigeant de la Fraternité d'Urantia. Il a été président de la commission sur l'éducation et il a travaillé, avec son comité, après la publication du livre afin de produire du matériel pédagogique pour l'école des Frères Urantia. Les titres étaient : "Urantia Doctrine and the Theology of the Urantia Book", "Urantia Book Quotations from the Teachings, Sayings, Miracles, and Parables of Jesus, Worship and Wisdom", "Gems from the Urantia Book", "History of the Urantia Movement", "Study of the Books of the Bible", "The History of the Bible", "A Short Course in Doctrine", "Analytical Study of the Urantia Book", "Science in the Urantia Book, and Topical Studies in the Urantia Book".
Sadler est un grand sceptique des phénomènes psychiques et consacre beaucoup de son temps à exposer les tenants du Paranormal comme des fraudes ou du charlatanisme[réf. souhaitée]. Il travaille en compagnie du magicien Howard Thurston à dénoncer les fraudes et les médiums et écrit de nombreux livres sur le sujet. d'après ceux-ci, tous les phénomènes psychiques seraient explicables dans les limites des lois de la nature.

#### Sadler père
- (en) The Urantia Book Workbooks : Forword and part 1, William S. Sadler, Urantia Foundation, 2003
- (en) The Urantia Book Workbooks: Bible Study, William S. Sadler, Urantia Foundation, 2003
- (en) The Urantia Book Workbooks: Theology, William S. Sadler, Urantia Foundation, 2003
- (en) The Urantia Book Workbooks: Worship And Wisdom, William S. Sadler, Urantia Foundation, 2003
- (en) The Urantia Book Workbooks: Terminology, William S. Sadler, Urantia Foundation, 2003

- (en) Soul Winning Texts", William S. Sadler, Square Circles Publishing, Inc., 1999
- (en) Race decadence, William S. Sadler, Cambridge Scholars Publishing, 2009
- (en) The Physiology of Faith and Fear or the Mind in Health and Disease, William S. Sadler, Kessinger Publishing, 2007
- (en) The Cause and Cure of Colds, William S. Sadler, BiblioBazaar, 2009
- (en) Long Heads and Round Heads: Or What's the Matter with Germany (1918), William S. Sadler, Kessinger Publishing, 2009
- (en) The Mastery of Worry and Nervousness, William S. Sadler, Kessinger Publishing, 2008

- (en) The Mother and Her Child, William S. Sadler & Lena K. Sadler, Dodo Press, 2008
- (en) Living a Sane Sex Life, William S. Sadler & Lena K. Sadler, Kessinger Publishing, 2008

#### Sadler fils (junior)
- (fr) Une Étude du Maitre Univers, William S. Sadler Jr, traduction et édition AFLLU, 2004,  (ISBN 2951201508 et 978-2951201507)
- (fr) Appendices à une Etude du Maitre Univers, William S. Sadler Jr, traduction et édition AFLLU, 2004,  (ISBN 2951634625 et 978-2951634626)
- (en) Larry Mullins et Dr. Meredith Justin Sprunger, A history of the Urantia papers, Createspace, 2010,  (ISBN 1-4392-7275-1) et  (ISBN 978-1-4392-7275-6)

#### Ouvrages critiques
- (en) Martin Gardner, Urantia : the great cult mystery, Prometheus book, 1995